# Zedlitz (Adelsgeschlecht)

Stammwappen derer von Zedlitz

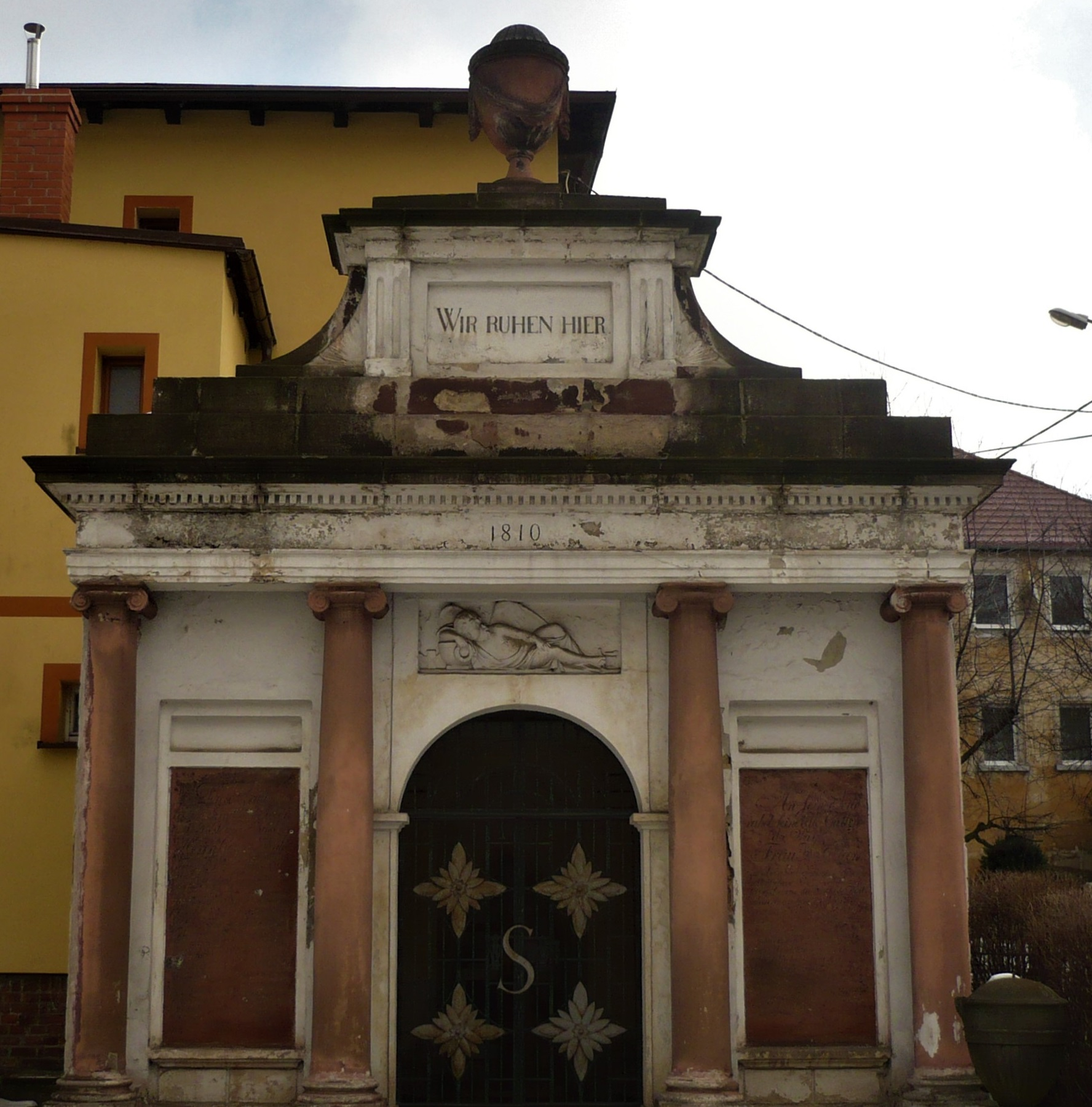
Grabkapelle der Familie von Zedlitz in Wüstewaltersdorf

Zedlitz ist der Name eines alten schlesischen Adelsgeschlechts, das dem Uradel des Pleißenlandes entstammt.

## Geschichte
Das Geschlecht hat seinen Ursprung wahrscheinlich in Zedlitz im Vogtland (Thüringen). Anderer Ansicht nach soll Zedtlitz bei Borna in Sachsen (heute Schloss Zedtlitz) namensgebend sein.
Erste bekannte Namensträger waren die Brüder Henricus und Otto de Cedelitz. Sie waren Ministeriale des Reiches bzw. des Bistums Naumburg und tauchten erstmals 1190 urkundlich auf.

### Linien
Um 1320 waren neun Brüder Zedlitz in Schlesien ansässig, von denen sieben im Herzogtum Schweidnitz-Jauer die Linien Kauffung, Leipe, Liebenthal, Neukirch, Nimmersatt, Schönau (16. / Anfang 17. Jh.) und Wilkau begründeten.
- Die Linie Leipe erwarb 1735 den böhmischen Freiherrenstand und 1741 den preußischen Grafenstand.
- Die Linie Neukirch erwarb 1610 den Reichsfreiherrenstand und 1722 den ungarischen Grafenstand, 1741 den preußischen Freiherrenstand; sie wurde 1910 bei der bayerischen Freiherrenklasse immatrikuliert.
- Die Linie Nimmersatt erhielt 1608 den böhmischen Freiherrenstand.
- Die Linie Wilkau wurde 1764 in den preußischen Grafenstand erhoben.

Eine weitere böhmische Linie Zedlitz von Schönfeld wurde nach der Schlacht am Weißen Berg (1620) enteignet.

### Besitzungen
Stammhäuser der Linien:
- Kauffung
- Leipe
- Liebenthal
- Neukirch
- Burg Nimmersath
- Schönau

Weitere Besitze:
- Schloss Parchwitz (ab 1400 bis 1562)
- Eichholz (ab 1602 erbaut, bis 1639, sowie 1932 bis 1945)
- Prinsnig (heute Brennik, Gmina Ruja, um 1900 bis 1945)
- Kapsdorf, als Freiherrlich[2] von Zedlitz-Leip’sches Fräuleinstift[3]

### Bilder

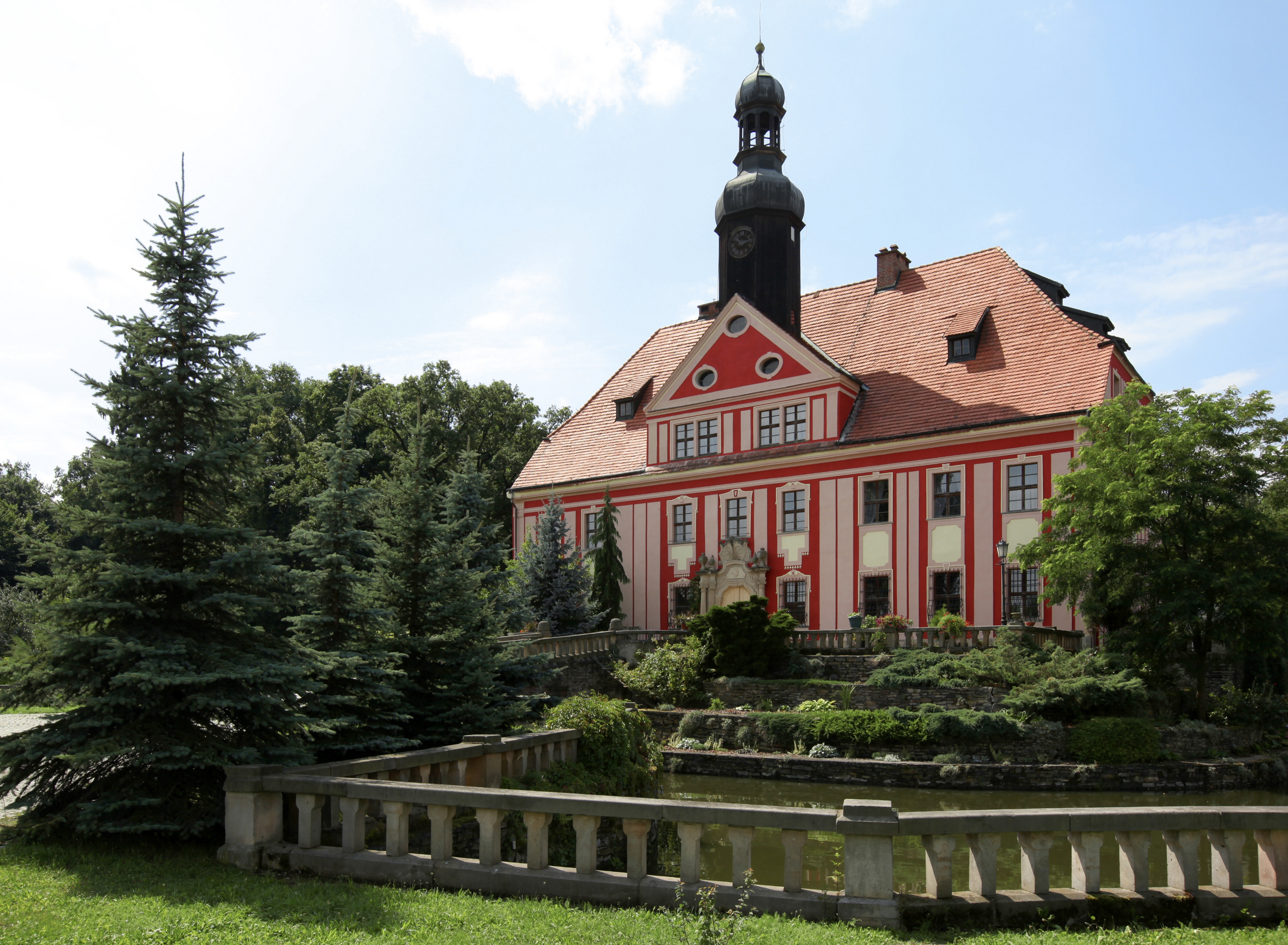
Schloss Eichholz
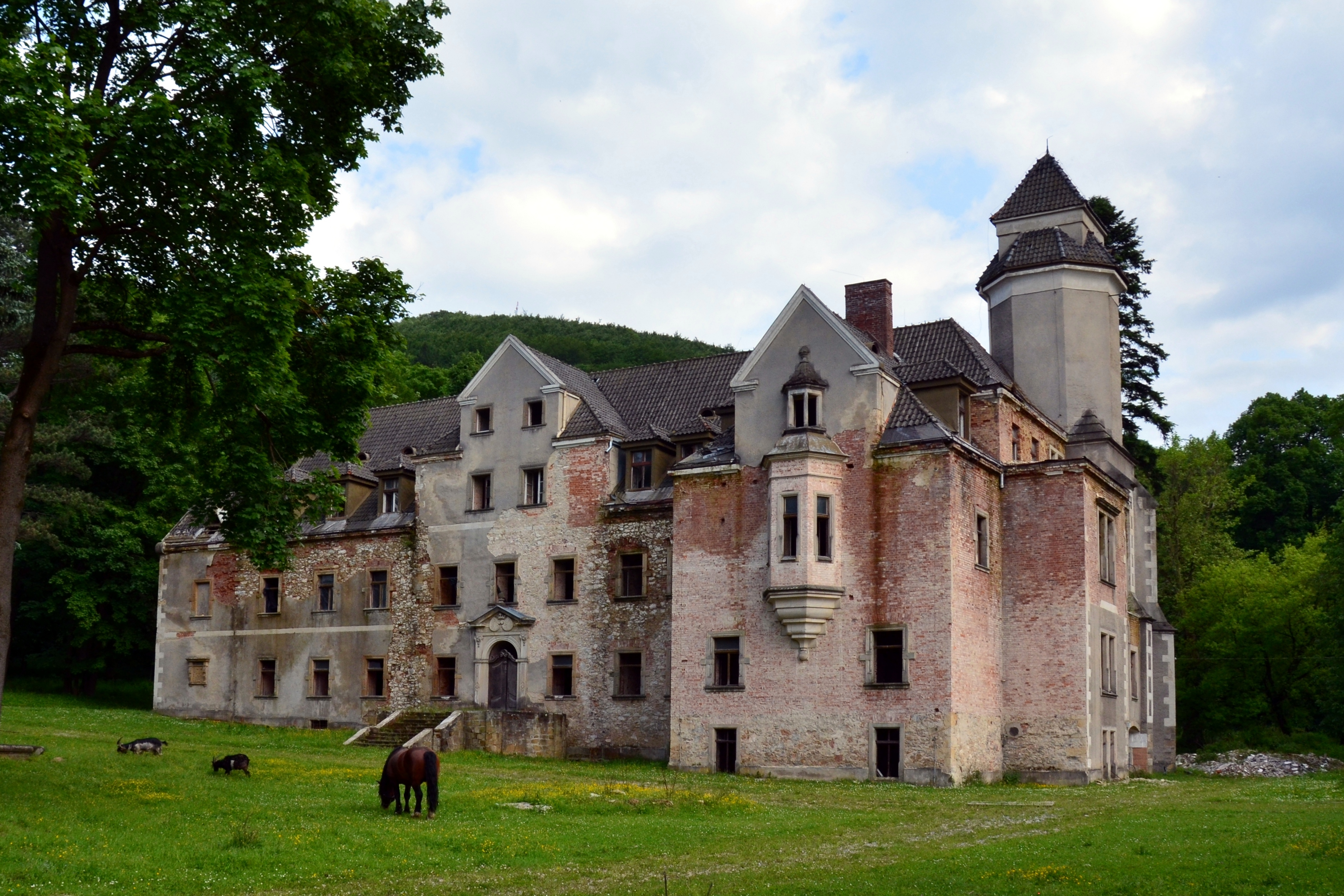
Oberes Schloss Kauffung
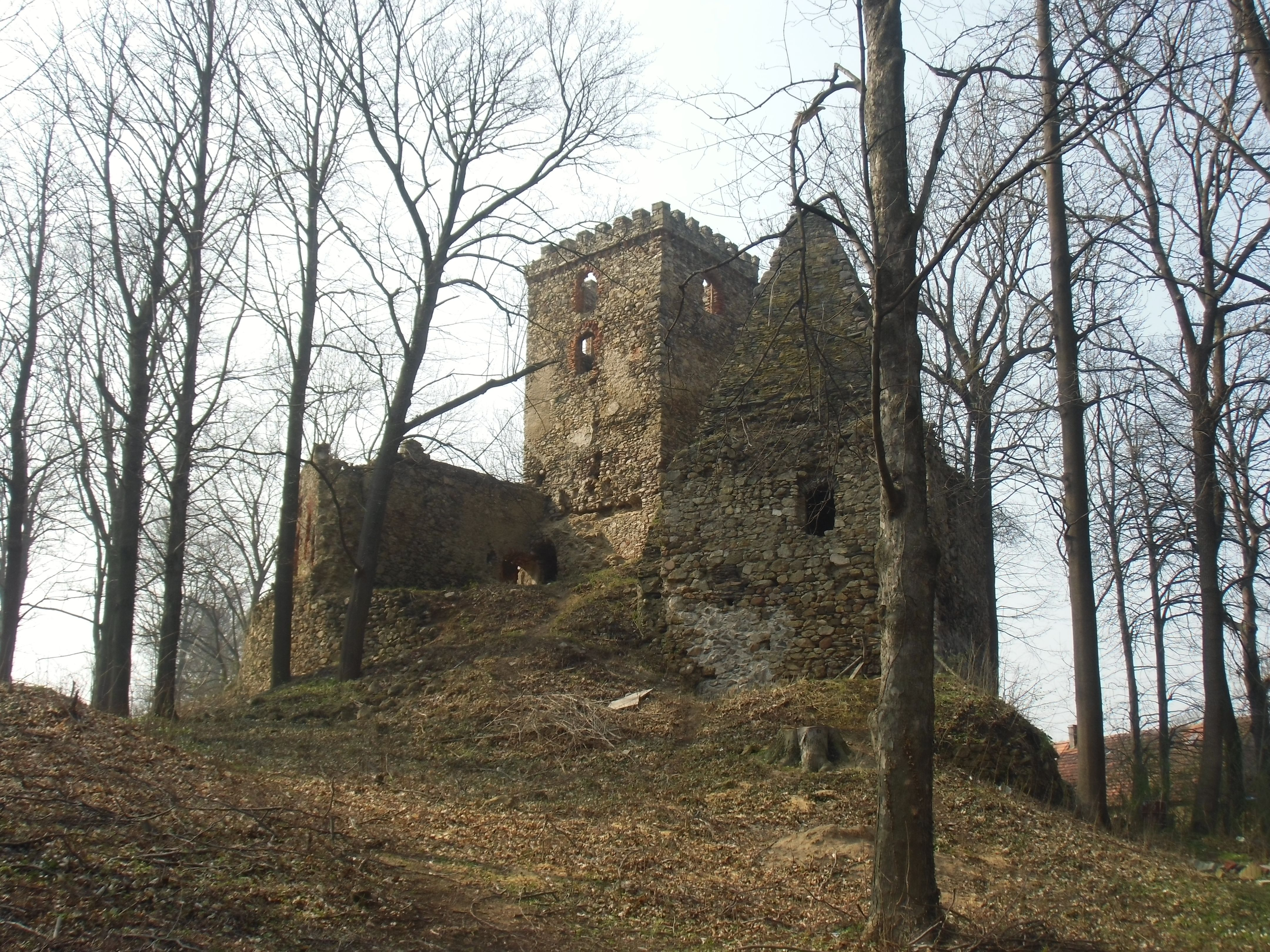
Burgruine Leipe
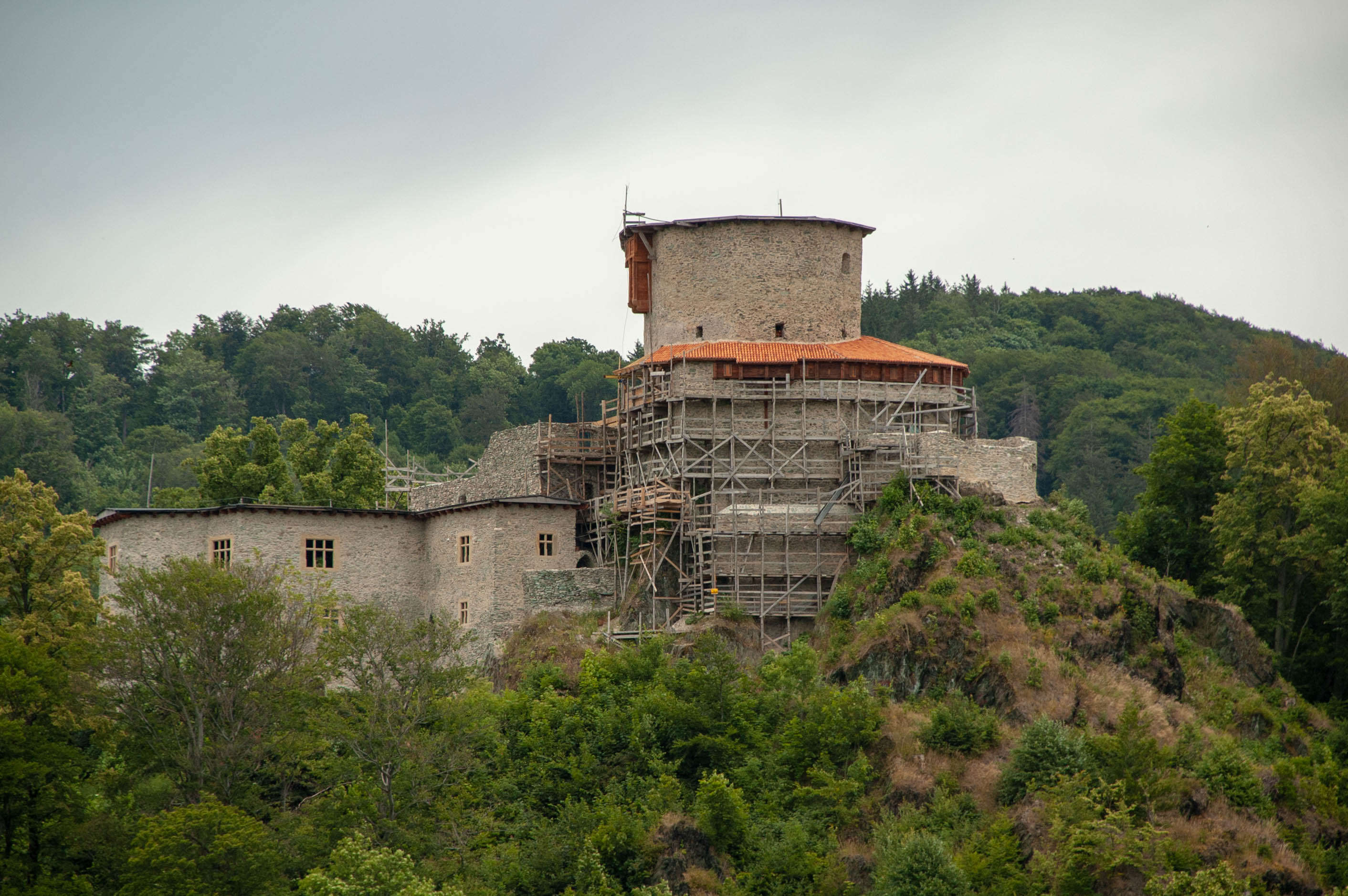
Burg Nimmersath
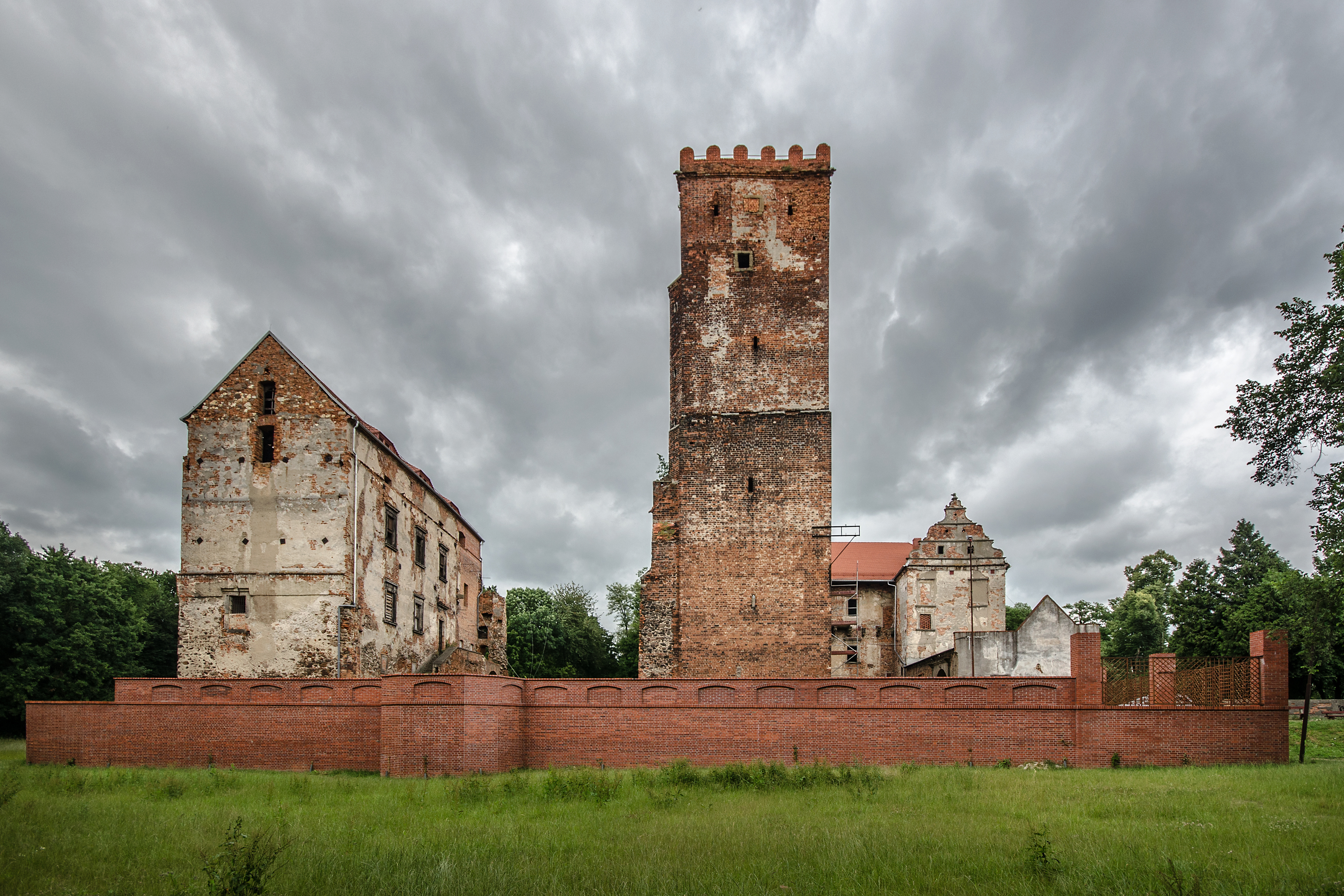
Schloss Parchwitz
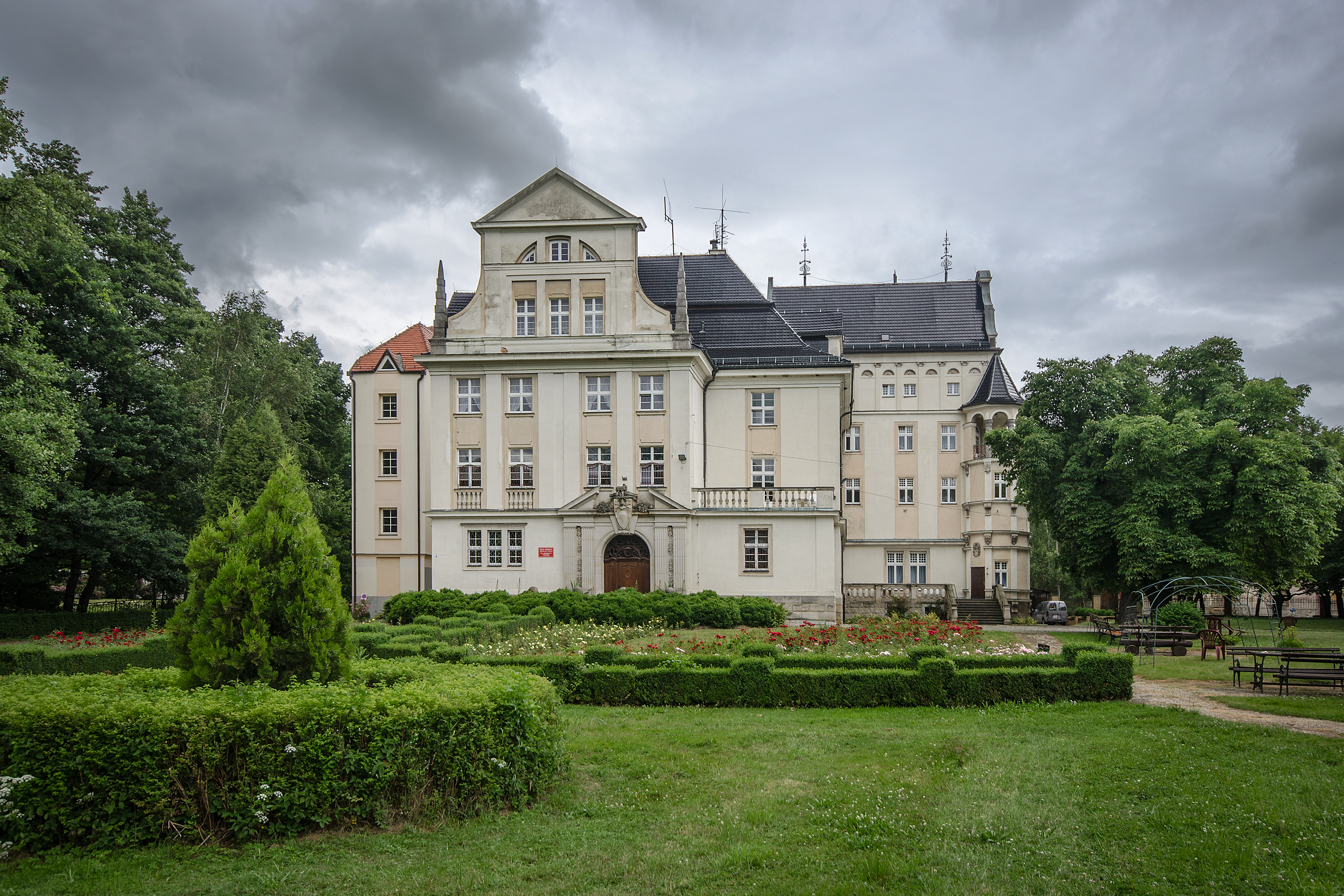
Schloss Prinsnig
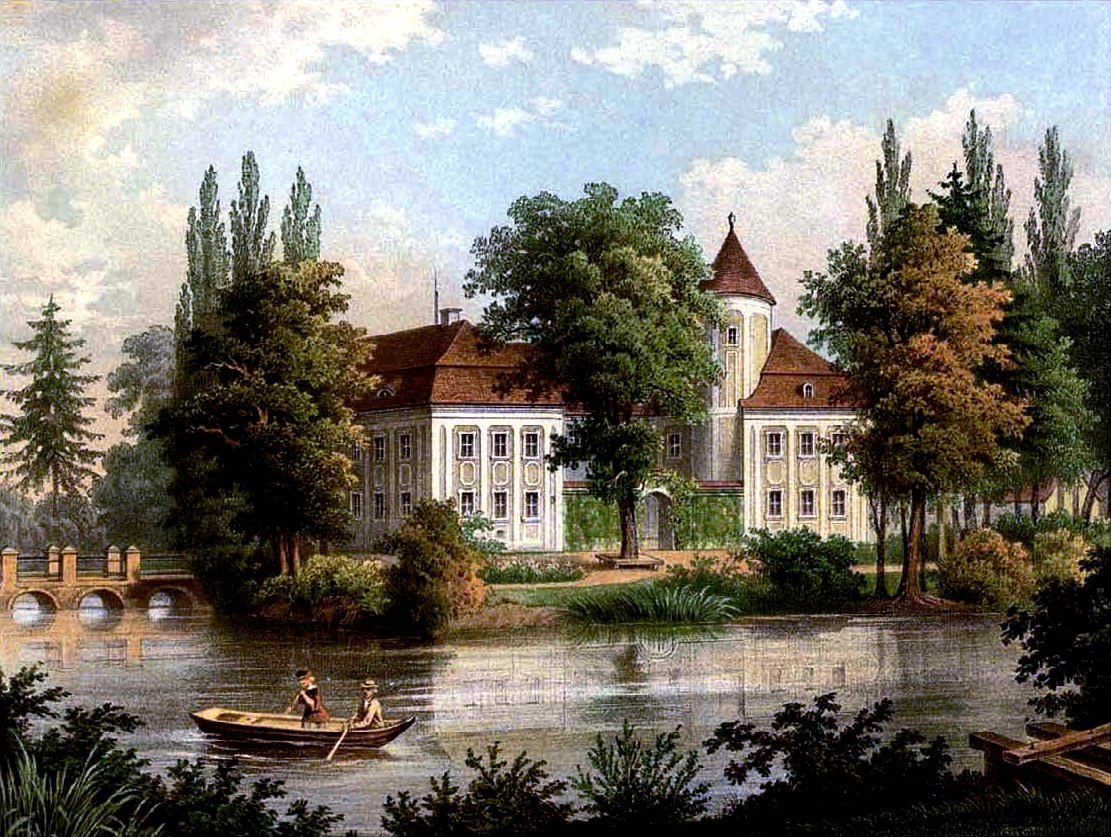
Schloss Schönau
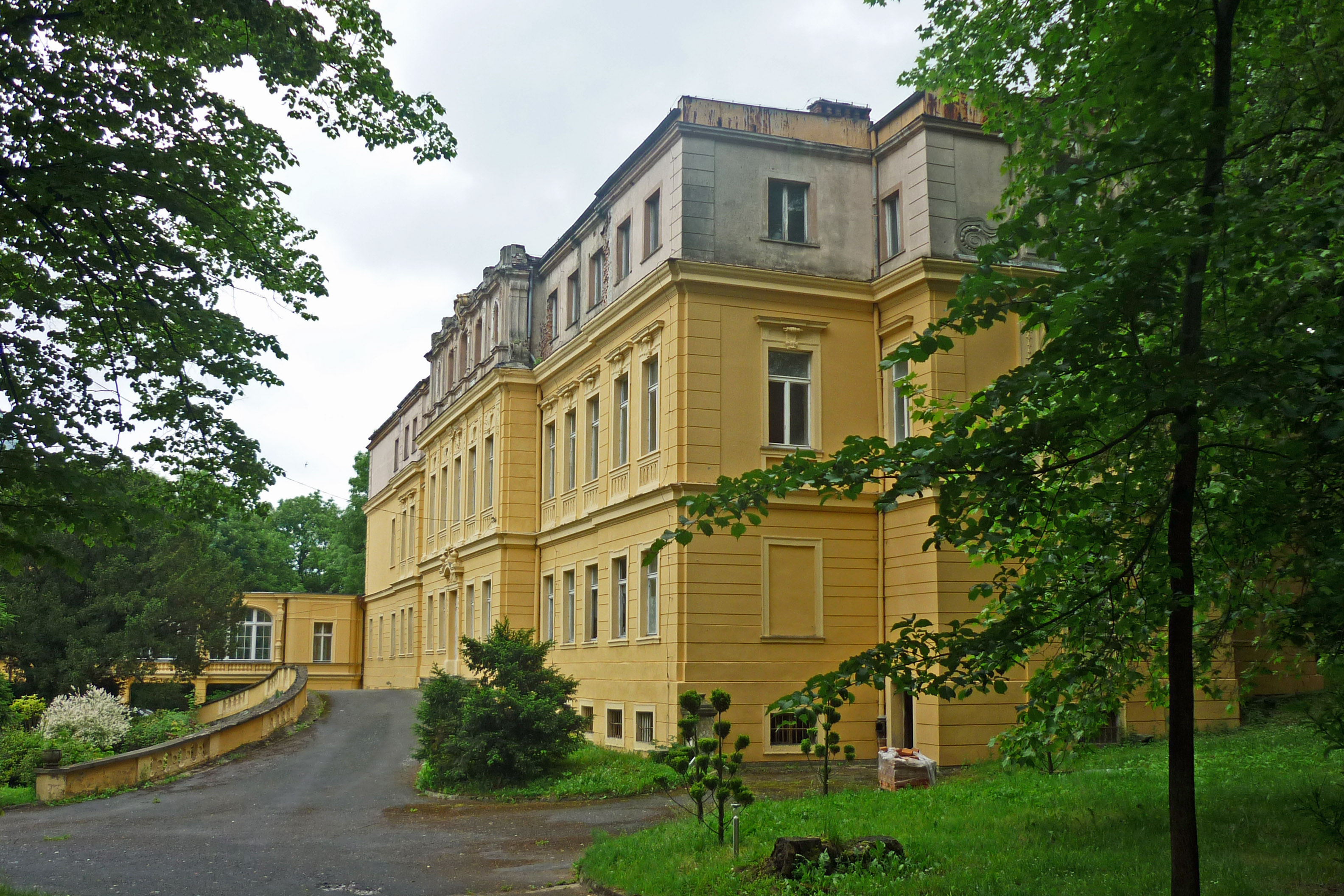
Schloss Podgórki/Tiefhartmannsdorf

### Briefadelsfamilie
Die briefadelige Familie Zedlitz (1908) geht auf einen Theodor Neumann zurück, der mit seiner Schwester Elisabeth in Berlin am 15. Januar 1889 geadelt wurde. Das Diplom wurde am 28. April 1870 auf der Wartburg erteilt. Sie waren die Stief- und seit 1888 auch Adoptivkinder des Königlich preuß. Geheimen Oberregierungsrats und Präsidenten der Preußischen Seehandlung, Octavio Freiherr von Zedlitz und Neukirch.

### Grafen Zedlitz und Trützschler
Das Geschlecht von Zedlitz und Trützschler geht auf Gottlieb von Trützschler und Falkenstein und dessen Ehefrau Ernestine, geborene Gräfin von Zedlitz, zurück, deren Onkel Nicolaus Graf von Zedlitz auf Frauenhain und Rungendorf sie als Erben einsetzte. Gottlieb von Trützschler wurde am 22. Februar 1810 durch den preußischen König Friedrich Wilhelm III. unter dem Namen von Zedlitz und Trützschler in den Grafenstand erhoben.

## Wappen
Das Stammwappen der Zedlitz: „In Rot eine silberne Schwertgurtschnalle mit durch den Schildgrund gestecktem Dorn. Auf dem Helm mit rot-silbernen Decken ein offener silberner Flug (später mit roten Blutstropfen besprengt).“
Ein 1608 für die Linie Nimmersatt geändertes Wappen zeigt dasselbe Wappenbild, hat auf dem Helm aber je einen offenen mit roten Blutstropfen besprengten schwarzen Flug.
Das Wappen der Grafen von Zedlitz und Trützschler: „Geviert, in Feld 1 und 4 in Rot die silberne Gurtschnalle mit durchgestecktem Dorn (auch in gestürzter Dreiecksform, Zedlitzsches Stammwappen), in Feld 2 und 3 in Gold ein schwarzer Schrägbalken (Trützschler von Falkenstein).“ Oberwappen aus drei Helmen: „Helm 1 (Mitte) mit rechts schwarz-goldenen, links rot-silbernen Decken ein mit einem goldenen Halbmond belegter schwarzer Adler; Helm 2 (rechts) mit schwarz-goldenen Decken ein schwarzgekleideter Mannesrumpf mit zwei mit dem Schrägbalken belegten goldenen Flügeln anstelle der Arme; Helm 3 (links) mit rot-silbernen Decken ein offener mit roten Blutstropfen besprengter silberner Flug.“

### Historische Wappenbilder

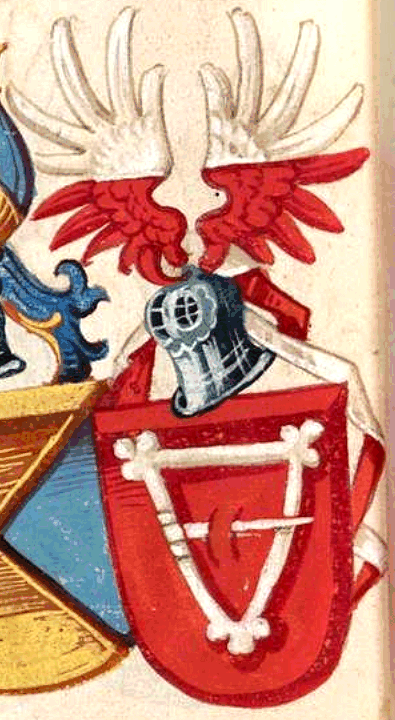
Wappen derer von Zödlötz in Konrad Grünenbergs Wappenbuch, 1602–1604
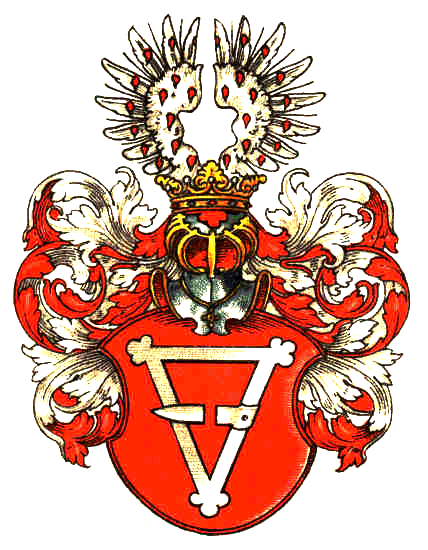
Wappen derer von Zedlitz und Leipe
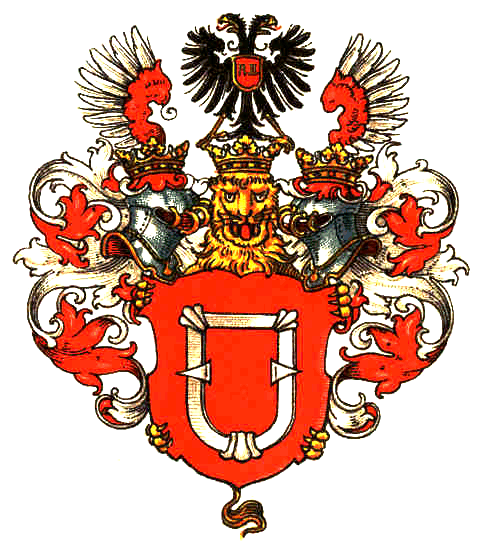
Wappen derer von Zedlitz und Neukirch
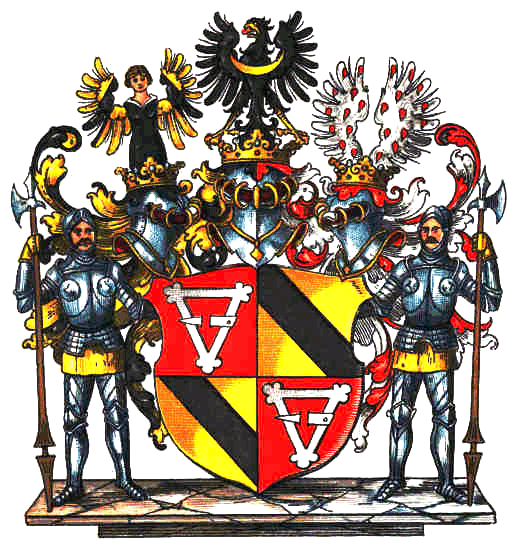
Wappen der Grafen von Zedlitz und Trutzschler

## Bekannte Familienmitglieder
- Otto von Zedlitz Zeuge in einer Urkunde König Philipps am 24. April 1203 bei Eger[4]
- Adolf von Zedlitz und Leipe (1826–1906), preußischer Generalleutnant
- Carl von Zedlitz-Trützschler (1800–1880), preußischer Verwaltungsbeamter, Landrat und Regierungspräsident
- Carl Siegmund von Zedlitz und Leipe (1703–1756), preußischer Landrat im Landkreis Schweidnitz
- Caspar Conrad Gottlieb von Zedlitz (1762–1842), preußischer Landrat
- Conrad Gottlieb von Zedlitz (1700–1769), preußischer Landrat im Landkreis Hirschberg im Riesengebirge
- Conrad-Otto von Zedlitz und Neukirch (1870–1945), Forstmeister und Leiter mehrerer Forstamtsbezirke in der Provinz Schlesien
- Conrad von Zedlitz und Neukirch, Landrat Landkreis Waldenburg (Schles)
- Constantin von Zedlitz-Neukirch (1813–1889), Polizeipräsident von Berlin (1856–1861)
- Dietrich von Zedlitz-Leipe (1859–1946), deutscher Verwaltungsbeamter und Rittergutsbesitzer
- Elisabeth Gräfin von Zedlitz-Trützschler (* 1826), Pröpstin des Magdalenenstiftes in Altenburg
- Franz von Zedlitz und Leipe (1876–1944), deutscher Sportschütze
- Ferdinand Freiherr von Zedlitz und Neukirch (1833–1907), preußischer Landrat
- Fritz von Zedlitz (1861–1968), preußischer Generalmajor
- George William Edward Ernest von Zedlitz (1871–1949), neuseeländischer Professor und Mitglied des Senats der University of New Zealand
- Gustav Archibald von Zedlitz-Leipe (1824–1914), Gutsbesitzer und Mitglied des Preußischen Herrenhaus
- Hans von Zedlitz-Leipe (1833–1889), preußischer Landrat
- Hans Georg von Zedlitz, Straßburger Stettmeister, unterschrieb am 30. September 1681 die Kapitulationsurkunde von Illkirch mit
- Hans-Siegmund von Zedlitz (* 1906), Landrat[5]
- Heinrich von Zedlitz und Neukirch (1863–1943), preußischer Beamter und Regierungspräsident
- Heinrich Wilhelm von Zedlitz und Leipe (1711–1789), preußischer Landrat im Landkreis Schweidnitz
- Heinrich von Zedlitz und Neukirch (1887), auf Eichhof, General-Landschaftsdirektor von Schlesien
- Hugo von Zedlitz-Neukirch (1816–1893), preußischer Kammerherr und Schloßhauptmann zu Liegnitz, Erbe von Tiefhartmannsdorf[6]
- Joseph Christian von Zedlitz (1790–1862), österreichischer Dichter
- Karl Abraham von Zedlitz (1731–1793), preußischer Minister
- Karl von Zedlitz (1789–1869), preußischer Generalmajor
- Kaspar Konrad Gottlieb von Zedlitz und Neukirch (1765–1842), preußischer Landrat
- Konrad von Zedlitz und Neukirch (1789–1869), preußischer Generalmajor
- Konrad-Sigismund von Zedlitz und Neukirch (1931–2018), deutscher Major
- Ladislaus von Zedlitz und Nimmersatt († 1628), Komtur der Johanniterkommende Striegau, Kammerherr des Breslauer Bischofs Karl von Österreich[7][8]
- Leopold von Zedlitz-Neukirch (1792–1864), deutscher Schriftsteller, Statistiker und Historiker
- Octavio von Zedlitz-Neukirch (1840–1919), deutscher Politiker, MdR
- Otto von Zedlitz und Neukirch (1787–1865), preußischer Generalmajor
- Otto Eduard Graf von Zedlitz und Trützschler (1873–1927), deutscher Ornithologe und Schriftsteller
- Otto Friedrich Conrad von Zedlitz (1747–1820), preußischer Landrat
- Robert von Zedlitz-Trützschler (1837–1914), preußischer Beamter, Kultusminister
- Robert Graf von Zedlitz-Trützschler (1863–1942), deutscher Verwaltungsbeamter und Sohn des gleichnamigen preußischen Kultusministers
- Robert von Zedlitz und Neukirch (1872–1937), Landrat Landkreis Waldenburg (Schles)
- Siegmund von Zedlitz (1536–1610), Kammerpräsident von Ober- und Niederschlesien
- Sigismund von Zedlitz und Neukirch (Pseudonym Hegewald; 1838–1903), deutscher Jagdkynologe und Jagdschriftsteller
- Wilhelm von Zedlitz-Neukirch (Politiker, 1786) (1786–1862), deutscher Landrat und Abgeordneter
- Wilhelm von Zedlitz-Neukirch (Politiker, 1811) (1811–1880), deutscher Abgeordneter
- Wilhelm Ernst von Zedlitz-Neukirch (1848–1923), Gutsherr und Mitglied des Preußischen Herrenhauses